# Академия просвещения университета Витовта Великого

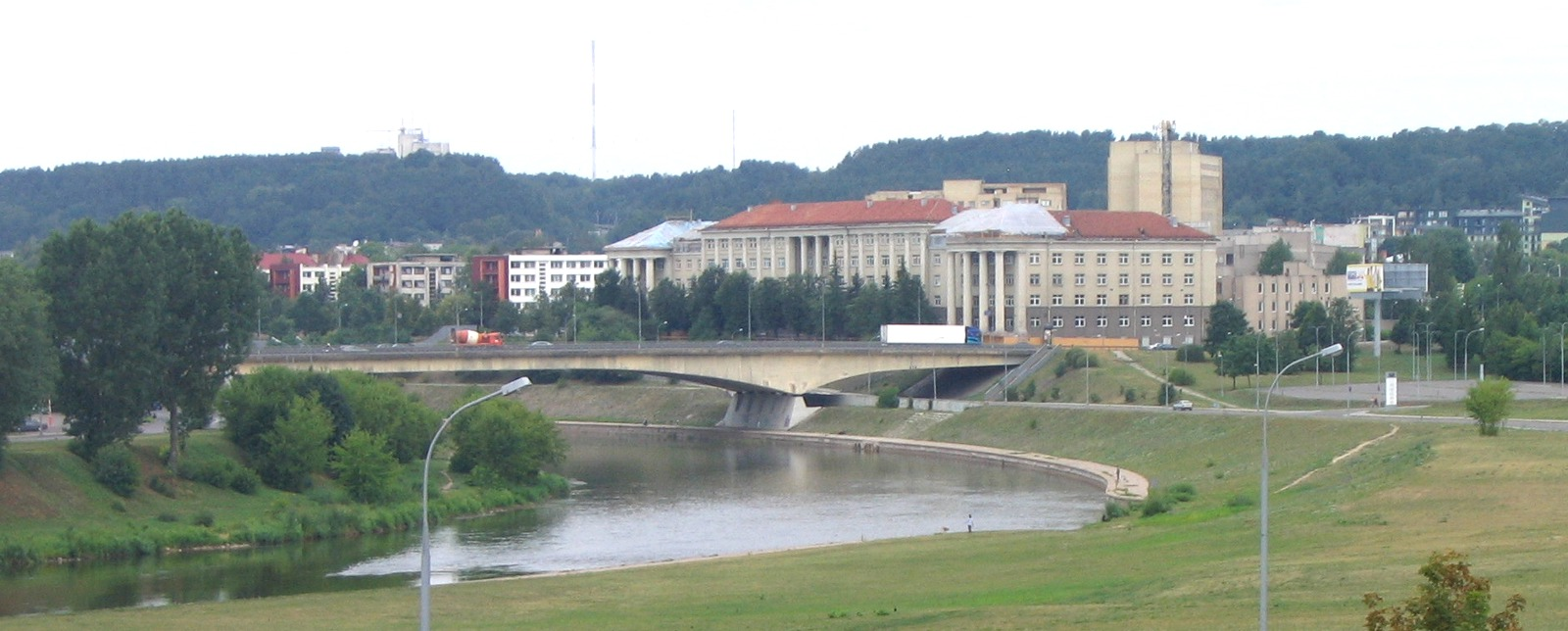

Академия просвещения университета им. Витаутаса Великого (лит. Vytauto Didžiojo universiteto Švietimo akademija; с 2011 до 2019 года — Литовский университет образовательных наук (лит. Lietuvos edukologijos universitetas); ранее Ви́льнюсский педагоги́ческий университе́т (лит. Vilniaus pedagoginis universitetas)) — высшее учебное заведение в Вильнюсе, с 1 января 2019 года реорганизован в Академию просвещения Университета им. Витаутаса Великого. Готовит педагогов различных специальностей для школ разного уровня. Основан как государственный педагогический институт.

## История
В 1935—1939 годах действовал педагогический институт в Клайпеде, готовивший учителей начальной школы. После передачи Клайпеды Германии институт продолжил работу в Шяуляй. После передачи Виленского края Литве институт был переведён в Вильнюс и в ноябре 1939 года начал работать под названием Вильнюсского педагогического университета. После Второй мировой войны в 1944 году учебное заведение было заново основано как Вильнюсский государственный педагогический институт.
В 1986 году институт составляли семь факультетов (литовского языка и литературы, русского языка и литературы, иностранных языков, истории и педагогики, физики, математики, естественных наук и географии). С 1945 года действовало заочное отделение, с 1966 года — вечернее. В 1980-х годах насчитывалось 412 преподавателей (в том числе 30 докторов наук и профессоров, 240 кандидатов наук и доцентов), обучалось свыше 7000 студентов (из них на стационарном отделении 4000, 3200 на заочном). Пединститут готовил учителей по более чем двадцати специальностей. За 1944—1986 годы институт подготовил свыше 28 тысяч специалистов.
С 20 мая 1992 года по 20 октября 2011 года действовал как Вильнюсский педагогический университет.
20 октября 2011 года Вильнюсский педагогический университет переименован в Литовский университет образовательных наук (Lithuanian University of Educational Sciences).
Постановлением Сейма № XIII-1229 от 05/06/2018 с 1 января 2019 года Литовский университет образовательных наук (бывший Педагогический университет) прекратил своё существование путём реорганизации и был выписан из Регистра юридических лиц. Студенты этой высшей школы после её реорганизации продолжили обучение в Университете им. Витаутаса Великого.

## Структура
В 2008 году в ВПУ насчитывалось 1 318 работников. Вильнюсский педагогический университет составляют десять факультетов и два института с правами факультетов и 54 кафедры, а также агробиологическая станция и институт совершенствования профессиональной компетенции.

### Факультеты
- Физики и технологии
- Естественных наук
- Истории
- Литуанистики
- Математики и информатики
- Педагогики и психологии
- Славистики
- Социальных наук
- Иностранных языков
- Спорт и здоровья
- Институт эдукологии культуры и искусства
- Институт социальной коммуникации

С января 2009 года факультеты славистики и иностранных языков объединены в филологический факультет.

## Ректор
Директорами (до 1962 года) и ректорами (с 1962 года) были Повилас Бразджюнас (1944—1945), Йонас Лаужикас (1945—1946), Антанас Шуркус (1946—1947), Адольфас Юцис (1947—1948), Йонас Шалкаускас (1948—1950), Марцелинас Рочка (1951—1955), Юозас Мицкявичюс (1955—1960), затем Витаутас Уогинтас (1960—1979), историк Йонас Аничас (1979—1989), Саулюса Разма (1989—1993), Антанас Пакярис (1993—2003), Альгирдас Гайжутис (2003—2018).

## Здания

Центральное здание

С 1960 года институт размещался в новом большом здании на правом берегу реки Вилии (Нерис) по адресу улица Студенту 39. Это было первое здание, построенное в Вильнюсе после Второй мировой войны для высшего учебного заведения; строилось с 1955 года по проекту Анатолия Колосова, Джованни Риппа-Анджелетто, Э. Германа. Массивное прямоугольное здание с симметричным фасадом проектировалось в стилистике сталинистского неоисторизма, однако его декор сравнительно скуп. В фасады двух боковых корпусов встроены колонны, явно не отвечающие какой бы то ни было функциональной необходимости.
В здании насчитывалось 300 различных помещений, включая 60 аудиторий, 26 лабораторий, три большие читальни, спортивный и актовый залы. Рядом с основным зданием были выстроены современные студенческие общежития. В 1990-х годах часть структурных подразделений ВПУ расположилась в здании бывшей Высшей партийной школы на улице Шевченкос (T. Ševčenkos g. 31).